# شهرستان اسدآباد
شهرستان اسدآباد یکی از شهرستان‌های استان همدان ایران است که در غرب ایران و غرب همدان قرار گرفته است. شهر اسدآباد مرکز این شهرستان است.
جمعیت این شهرستان ۱۰۷٬۰۰۶ نفر می‌باشد. این شهرستان دارای سه شهر به نام‌های اسدآباد؛ آجین و پالیز می‌باشد. دانشگاه سید جمال الدین اسدآبادی به‌عنوان یکی از دانشگاه‌های وابسته به وزارت علوم فناوری و تحقیقات در این شهر می‌باشد.
از مشاهیر و چهره‌های ملی اسدآباد می‌توان به سیدجمال الدین اسدآبادی، قاضی عبدالجبار، استاد علی سجادی و علی بیرامی اشاره نمود.

## پیشینه تاریخی
تعدادی از ایل ترک زبان افشار و استاجلو در زمان سلجوقیان به این منطقه کوچ کردند و سپس نادر شاه افشار گروه دیگری از افشارها را به این منطقه وارد کرد به همین علت به اسدآباد افشار نیز معروف است.
اسدآباد شهری است که به فرمان سعدوقاص تقریباً در محل امروزی شهر بنام سعدآباد بنا شده که همین اسدآباد کنونی می‌باشد.
این شهر زادگاه سید جمال‌الدین اسدآبادی است؛ و نخستین روستای این منطقه روستای معروف و دیدنی (پیرملو) است که دارای قدمتی بیش از ۵۶۰۰ سال است که در کتاب‌هایی نظیر جنگ ایران و توران ذکر شده است.

## مردم
زبان مردم شهرستان اسدآباد به ترتیب کردی جنوبی، لری شمالی و لکی، فارسی معیار و ترکی است. در محدودهٔ این شهرستان روستاهای همجواری هستند که متعلق به گروه‌های زبانی متفاوت می‌باشند. فارسی معیار زبان رسمی ایران است که در تمامی نقاط ایران روز به روز فراگیرتر می‌شود. از دیدگاه گارنیک آساتوریان، زبان فارسیِ معیار زبان هیچ‌یک از اقوام و خرده‌فرهنگ‌های ایرانی نیست. درواقع بخشی از مردم زبان یا گویش محلی خود را فراموش کرده‌اند و به زبان معیار سخن می‌گویند.

## تقسیمات کشوری
از سال ۱۳۸۸ شهرستان اسدآباد به دو بخش مرکزی و بخش پیرسلمان تقسیم شده است که به ترتیب مراکز این دو بخش اسدآباد و آجین می‌باشند

## جاذبه‌های گردشگری
در اسدآباد حدود ۱۱۰ جاذبهٔ گردشگری وجود دارد که ۵۲ عدد آن در آثار ملی و حتی جهانی ثبت شده است که بعضی از آنها حدود ۶ تا ۷ هزار سال قدمت دارند.
جاذبه‌های گردشگری اسدآباد عبارتند از: کتیبه آقاجان بلاغی، حمام گلستان، بنای یادبود سیدجمال الدین اسدآبادی، مسجد سلطانی (مسجد جامع)، پل شکسته خسروآباد، روستای ملهمدره، دربند، درهٔ خنداب، بهمن دره، گردنهٔ اسدآباد، پارک جنگلی، آب انبار شاه عباس و تالاب پیر سلیمان. حمام گلستان در محله «در کاروانسرا» واقع شده است. زمان ورود به حمام با فضایی ۶ ضلعی که سقفی گنبدی شکل دارد مواجه می‌شوید. قبل از حمام رخت کنی هشت ضلعی وجود دارد که به آن «سربینه» می‌گویند. در این حمام حوضچه‌هایی با آب سرد و گرم وجود داشته است. در بنای این حمام آجر، گچ و مرمر به کار رفته است. به احتمال زیاد ساخت این حمام به دوره صفویه بر می‌گردد.